# Aérodrome de Corte
 (avril 2025).
L'aérodrome de Corte est situé sur la commune de Corte en Haute-Corse (2B). Il est uniquement réservé au trafic de loisir ou de tourisme. L'aéroclub de Corte Centre Corse est basé sur la plateforme.
Sa piste unique, mesurant 950 m par 20 de large, est en pente de 1,88 % (en montée côté  numéroté 31 (SW-NE) et en descente côté 13 (NE-SW)).
L'aérodrome ne possède pas de service de contrôle aérien.

## Localisation
| \| 10 km1:520 000 \| Corte Ghisonaccia Ajaccio Bastia Calvi Figari Solenzara Propriano |
| 10 km1:520 000                                                                         |

### Principales plateformes deHaute-Corse
- Aéroport de Bastia Poretta
- Aéroport de Calvi-Sainte-Catherine
- Base aérienne 126 Solenzara